# Branimir Kostadinov
Branimir Kostadinov (* 4. března 1989 ve Veliku Tarnově) je bulharský fotbalový útočník, v současnosti působí v klubu PFK Lokomotiv Sofia.

## Klubová kariéra
Svoji fotbalovou kariéru začal v PFK Slavia Sofia. Mezi jeho další kluby patří: LASK Linz, Heart of Midlothian FC, Hearts Reserves, Černomorec Burgas, PFK Černomorec Pomorie, POFK Botev Vraca, 1. FC Tatran Prešov a PFK Lokomotiv Sofia.
V roce 2009 odehrál jeden zápas za bulharskou reprezentaci do 21 let (3. června, Bulharsko - Rakousko 0:1).